# الرؤية عند الديناصورات

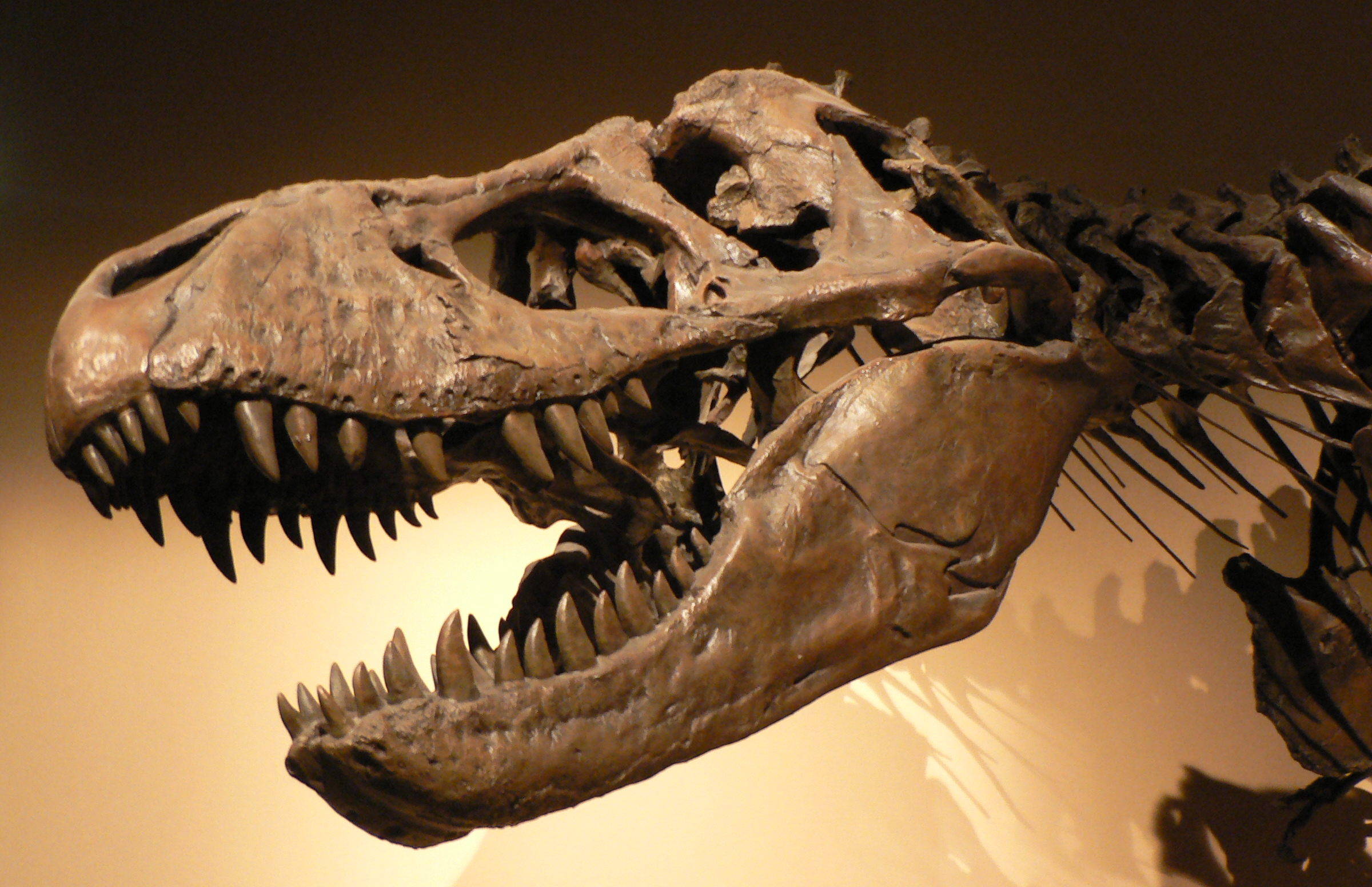
جمجمة ملك الزواحف الطاغية تيرانوصور وعموده الفقري العلوي في متحف قصر المكتشفين، باريس، فرنسا

الرؤية عند الديناصورات بصفة عامة، كانت أفضل من رؤية معظم الزواحف الأخرى، على الرغم من أن الرؤية اختلفت بين أنواع الديناصورات. على سبيل المثال، كان لدى السيلوروصوريات رؤية مجسمة أو ثنائية العينين جيدة، بينما كان لدى الكارنوصوريات الكبيرة رؤية ثنائية العينين ضعيفة، مما يضاهي رؤية التماسيح الحديثة. كما أظهرت الأدلة الحديثة أن بعض الأنواع كانت تمتلك رؤية لونية وليلية عالية التخصص.

## وحشيات الأرجل

### قريبات الكارنوصورات
الكارنوصوريات، بما في ذلك الكاركارودونتوصور والألوصور، لم تمتلك رؤية ثنائية العينين جيدة جدًا، قابلة للمقارنة بالتماسيح الحديثة. كانت لديهم رؤية ثنائية العينين محدودة في منطقة بعرض 20 درجة فقط، وهو أمر مفهوم، حيث كانوا يصطادون بشكل أساسي فريسة كبيرة وبطيئة. كانت حاسة الشم لديهم هي الأكثر حدة.

### الداينونيكوصورات
كانت رؤية الداينونيكوصورات، مثل فيلوسيرابتور وستينونيكوصوريا [الإنجليزية]، باستخدام العينين معًا أفضل من رؤية الألوصورات، وكانت تتطابق أو تتجاوز رؤية الطيور المفترسة الحالية. وكان مجال رؤيتها باستخدام العينين معًا يصل إلى 60 درجة.

### التيرانوصوريات
يُشير موقع عيني التيرانوصوريات إلى حواس بصرية متطورة للغاية. إلى جانب شكل الرأس، كان لديهم رؤية مجهرية أفضل من الألوصورات. كان موقع عين التيرانوصور ريكس مشابهًا لموقع عين الإنسان الحديث، لكن عينيه وحصين البصر كانا أكبر بكثير من تلك الموجودة عند الإنسان الحديث. على عكس معظم الديناصورات، كان لدى تي ريكس مزيجًا من البصر القوي وحاسة الشم العظيمة. وجد أن الرؤية الثنائية لديسبليتوصوركانت أقل من تلك الموجودة عند ستينونيكوصور، ولكنها كانت أكبر من تلك الموجودة عند الجورجوصور.

### السيراتوصوريات
كانت عيون السيراتوصوريات موضوعة بالقرب من الجانب. وسع ذلك مجال رؤيتهم، لكنه قلل من إدراكهم للعمق.

## طيريات الورك

### العظائيات سميكة الرأس
عظائيات سميكة الرأس، مثل معظم آكلي النباتات، كان لديهم عيون على جانبي الرأس، حتى يتمكنوا من اكتشاف المفترسين المقتربين بسرعة. كما كانت لديهم رؤية عمق أفضل من معظم الديناصورات الأخرى.

## الرؤية الليلية
ركز هذا المجال من البحث على ما إذا كانت بعض أنواع الديناصورات تمتلك رؤية ليلية حادة، أو ما إذا كانت مثل هذه التكيفات الليلية حصرية للثدييات الصغيرة والطيور لاحقًا. كشف التصوير المقطعي المحوسب عن أدلة تشير إلى أن العديد من أنواع الديناصورات كانت تمتلك رؤية ليلية هائلة وكانت قادرة على النشاط الليلي المكثف.
الحلقة الصلبة حاسمة في تحديد قدرة الديناصور على الرؤية الليلية. يرتبط قطر ومحيط البنية ارتباطًا مباشرًا بفعالية الرؤية الليلية للحيوان الحديث، ويُفترض أنها تفعل الشيء نفسه في الديناصورات. تشير الحلقة الصلبة الأكبر إلى زيادة القدرة على التقاط الضوء المحيط، مما يؤدي إلى تضخيم حدة البصر الليلي.
وجد أن العواشب الصغيرة، مثل شوفويا، لديها حلقات صلبة كبيرة بشكل خاص. إلى جانب النتائج السابقة حول السمع الحساس للغاية، خلص الباحثون إلى أن لديهم على الأرجح رؤية ليلية حادة للنشاط الليلي. وجد أن وحشيات الأرجل الكبيرة آكلة اللحوم، مثل التيرانوصور والدرومايوصور، لديها حلقات صلبة أصغر بكثير، وكان لديها على الأرجح قدرات بصرية أكثر ملاءمة للنشاط النهاري.

## رؤية الألوان
تُدرس رؤية الديناصور اللونية من خلال تقييم السجلات الأحفورية وإعادة بناء البيئات الحيوية؛ يمكن للباحثين أن يستنبطوا استنتاجات حول الهياكل البيولوجية اللازمة للتفاعل مع بيئة الديناصور المفترضة.
حُدد الجسيم الميلانيني في الريش المتحجر لبعض أنواع الديناصورات. يشير وجود الجسيم الميلانيني في ريش الطيور إلى إمكانية تمييز الألوان المحسّن. الطيور الحديثة التي تحتوي ريشها على هياكل تشبه الجسيم الميلانيني هي رؤية رباعية الألوان. تشير رؤية رباعية الألوان إلى امتلاك أربعة أنواع من الخلايا المخروطية في العينين، مما يسمح برؤية الألوان المحسّنة.
لأن الجسيم الميلانيني مرتبط برؤية الألوان المحسّنة عند الطيور اليوم، فإن وجود هذه الهياكل في الديناصورات المبكرة يشير إلى أنها ربما كانت أيضًا رباعية الألوان. تشير هذه الفرضية إلى أن هذه الديناصورات كانت تمتلك رؤية متقدمة للألوان، مما قد يساعدها في مهام مثل البحث عن الطعام وتحديد الأزواج والتواصل مع الأنواع المماثلة. على وجه التحديد، فإن رباعيات الألوان هذه قادرة على تمييز ظلال الفيروز والأشعة فوق البنفسجية التي لا يستطيع ثلاثي الألوان، مثل البشر، ذلك.

## روابط خارجية
- جمجمة دراكوريكس التفاعلية
- حواس الديناصورات في المتحف الأسترالي
- رؤية الديناصورات ، بي بي سي، 10 ديسمبر 2010.